# Кисимов, Константин
Константи́н Васи́лев Киси́мов (болг. Константин Василев Кисимов; 16 апреля 1897, Бургас, Болгария — 16 августа 1965, Балчик, Болгария) — болгарский актёр театра и кино. Народный артист НРБ.

## Биография
В 1922 году окончил юридический факультет Софийского университета, затем продолжил обучение в Сорбонне. Окончил драматическую школу при Народном театре в Софии. С 1928 года работал в Народном театре, в том же году начал сниматься в кино. Погиб в автокатастрофе. Член БКП с 1950 года.

## Театр
- «Бесприданница» Островского — Карандышев
- «Школа жён» Мольера — Арнольф

## Фильмография

### Актёр
- 1929 — След пожара над Россией / След пожара над Русия — горбун
- 1931 — Могилы без креста / Безкръстни гробове — Рангел
- 1936 — Чудовище / Грамада — Цеко (к/м)
- 1947 — Искупление / Изкупление — бродяга
- 1950 — Калин Орёл / Калин Орелът — дядя Стоян (в советском прокате «Побег из неволи»)
- 1952 — Под игом / Под игото — Колчо
- 1954 — Герои Шипки / Героите на Шипка — Сулейман-паша (СССР—Болгария)
- 1956 — Пункт первый повестки дня / Точка първа — Бармалей
- 1958 — Клятва гайдука / Хайдушка клетва — Йорданчо Крастата
- 1960 — Стубленские липы / Стубленските липи — отец Мишон
- 1960 — Лукавый Пётр / Хитър Петър — Хаджи Костаки
- 1961 — Ветряная мельница / Вятърната мелница — отец Балю
- 1966 — Привязанный аэростат / Привързаният балон — селянин

## Награды
- 1949 — Народный артист НРБ
- 1950 — Димитровская премия («Калин Орёл»)
- 1965 — Герой Социалистического Труда